# Balamand (klasztor)
Balamand, arab.: Dajr al-Balamand, fr.: Belmont, Monastère Notre-Dame de Balamand, łac.: Bellimontis ultra Mare, Bellus-Mons – prawosławny klasztor znajdujący się w Libanie, w dystrykcie Al-Kura, w pobliżu Trypolisu.

## Historia
Klasztor Balamand został wybudowany w 1157 przez cystersów na gruzach budowli bizantyjskich. Katoliccy mnisi opuścili klasztor po upadku Hrabstwa Trypolisu. Przez kilka stuleci Balamand niszczał zanim w 1603 odbudowali go prawosławni chrześcijanie.

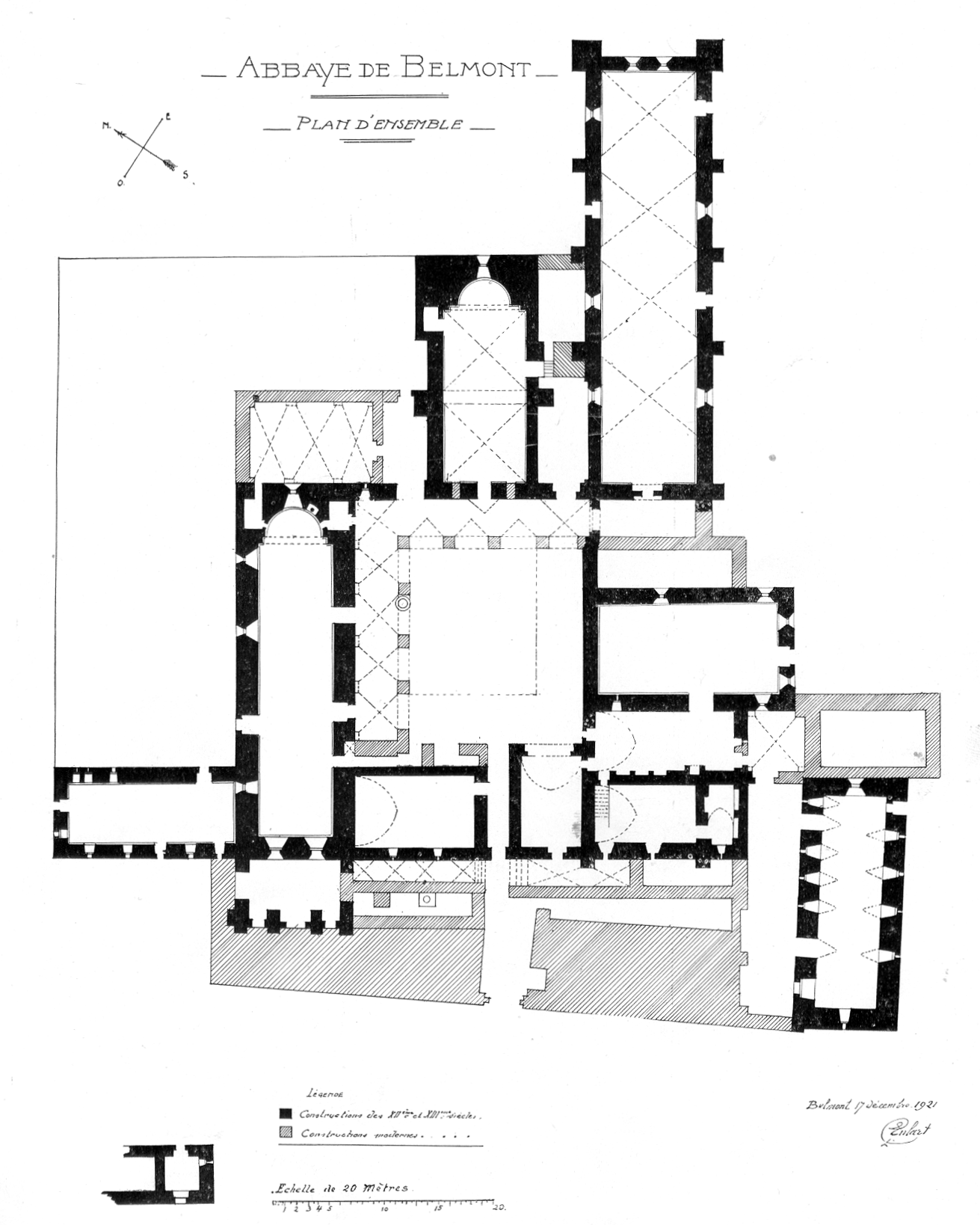
Plan klasztoru z 1921

W 1988 prawosławny patriarcha Antiochii, Ignacy IV założył Uniwersytet Balamand.
23 czerwca 1993 Międzynarodowa Komisja mieszana do dialogu teologicznego między Kościołem katolickim a Kościołem prawosławnym przyjęła ekumeniczną Deklarację z Balamand.